# Куломзіно
Куло́мзіно (каз. Куломзин) — село у складі району Магжана Жумабаєва Північноказахстанської області Казахстану. Входить до складу Конюховського сільського округу.
Населення — 117 осіб (2021; 139 у 2009, 212 у 1999, 286 у 1989).
Національний склад станом на 1989 рік:
- росіяни — 100 %.

Колишня назва — Шилово.